# Ardisia kurzii
Ardisia kurzii är en viveväxtart som beskrevs av C. B. Cl. Ardisia kurzii ingår i släktet Ardisia och familjen viveväxter. Inga underarter finns listade i Catalogue of Life.